# Badgama
Badgama – gaun wikas samiti we wschodniej części Nepalu w strefie Sagarmatha w dystrykcie Saptari. Według nepalskiego spisu powszechnego z 2001 roku liczył on 714 gospodarstw domowych i 4061 mieszkańców (1979 kobiet i 2082 mężczyzn).